# Chuyến bay 4102 của Ryanair
Chuyến bay 4102 của Ryanair là một chuyến bay quốc tế từ sân bay quốc tế Frankfurt, Đức đến sân bay quốc tế Ciampino-G. B. Pastine, Ý đã bị những con chim tấn công khi hạ cánh. Trong số 172 người trên máy bay, 2 tiếp viên và 8 hành khách được điều trị tại bệnh viện vì thương tích nhẹ.

## Máy bay
Boeing 737-8AS, đăng ký EI-DYG, thực hiện chuyến bay đầu tiên vào ngày 17 tháng 3 năm 2008 và được giao cho Ryanair 9 ngày sau đó.

## Tai nạn
Chiếc 737 đã bị tấn công tới 90 con chim sáo đá xanh trong khi tiếp cận sân bay quốc tế Ciampino-G. B. Pastine, làm hỏng càng hạ cánh bên trái và cả hai động cơ. Chiếc 737 đã thực hiện một cách tiếp cận bị bỏ lỡ sau khi một động cơ bị hỏng, nhưng động cơ còn lại cũng chịu chung số phận. Được biết, chiếc 737 đã rời đường băng 15 trong một thời gian ngắn trước khi các phi công đưa nó trở lại đường băng.

## Hậu quả
Sân bay đã đóng cửa trong 36 giờ  và tất cả giao thông đã được chuyển hướng đến sân bay quốc tế Leonardo da Vinci do chiếc 737 bị mắc kẹt trên đường băng sau khi thiết bị hạ cánh bên trái bị sập.
Vụ tai nạn này đã gây ra thiệt hại đáng kể đến mức chiếc 737 đã bị xóa sổ. Ryanair giữ quyền sở hữu nó cho các bộ phận nhất định và cho mục đích đào tạo.